# Ministère des Sports (Colombie)
Pour les articles homonymes, voir Ministère des Sports.
Le ministère des Sports est l'administration du gouvernement colombien chargée de la politique sportive et du sport en général. Créé le 11 juillet 2019, il remplace le Coldeportes.

## Liste des ministres
- Ernesto Lucena (es) : depuis le 16 septembre 2019[1]